# 奥得贝格
奥得贝格（德語：Oderberg，發音：[ˈoːdɐbɛʁk] ⓘ）是德国勃兰登堡州巴尔尼姆县的城市，面积36.12平方千米，2023年12月31日人口为2,107人。